# ミハエラ・ウルスレアサ
ミハエラ・ウルスレアサ（Mihaela Ursuleasa, 1978年9月27日 - 2012年8月2日）は、ルーマニア出身のピアニスト。

## 経歴
ブラショフで、ジャズ・ピアニストの父と歌手の母の下で生まれる。9歳でピアニストとしてデビューを果たし、12歳の時にクラウディオ・アバドのアドバイスに従ってウィーン国立音楽院のハインツ・メジモレクに師事するようになった。
16歳でクララ・ハスキル国際ピアノ・コンクールで優勝を飾ってから国際的な活動を展開し、パーヴォ・ヤルヴィの指揮するドイツ・カンマーフィルハーモニー・ブレーメンやサー・ネヴィル・マリナーの指揮するアカデミー室内管弦楽団などと共演している。室内楽奏者としても、ソル・ガベッタやパトリシア・コパチンスカヤなどと共演している。
2012年8月2日、ウィーンの自宅で脳内出血のため死去。33歳没。

## 脚註
1. ↑  Mihaela Ursuleasa ist tot SPIEGEL ONLINE 2012年8月4日閲覧